# Windsor Locks (Connecticut)
Windsor Locks – miasto w Stanach Zjednoczonych, w stanie Connecticut, w hrabstwie Hartford.